# Audi R8R
L'Audi R8R è una vettura sport prototipo da competizione costruita dall'Audi seguendo i regolamenti ACO categoria LMP, per gareggiare nella 24 Ore di Le Mans e nel campionato americano ALMS e in Europa nel campionato LMS.

## Descrizione e tecnica

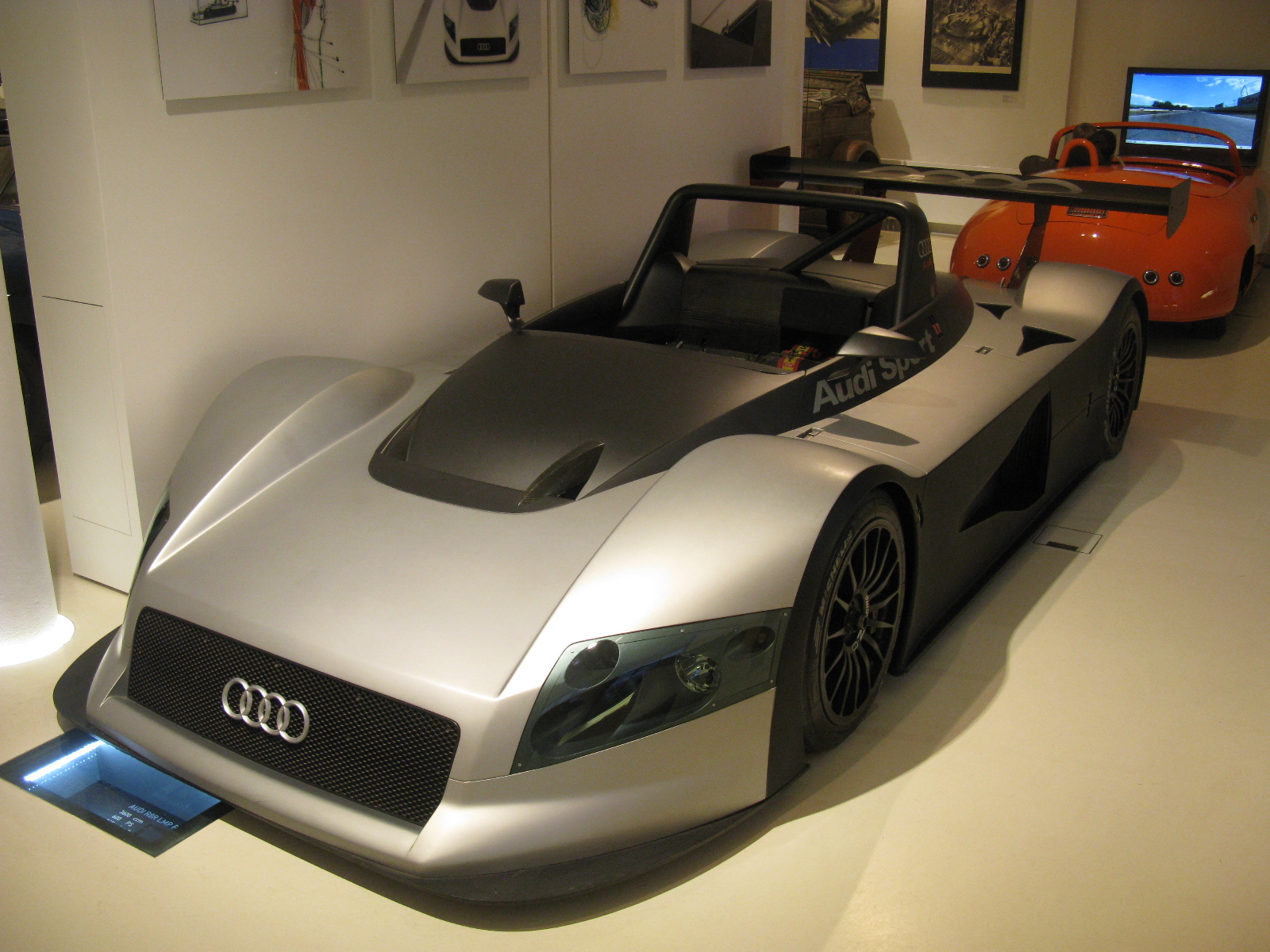
Prototipo della R8R

Il progetto R8R è partito nel 1997, quando Audi ha iniziato a sviluppare una vettura per partecipare alla 24 Ore di Le Mans. Il primo prototipo è stato presentato nel 1998, mostrando un'auto con abitacolo aperto che presentava molti elementi stilistici in comune con le altre Audi, ma mancava di alcuni elementi e componenti necessari per ottenere omologazione per le corse automobilistiche. L'auto, progettata da Michael Pfadenhauer e Wolfgang Appel e costruita da Dallara, montava un motore V8 biturbo Audi da 3,6 litri. Esteticamente si caratterizza per la presenza di una grande prese d'aria nel frontale, con a posteriore dei condotti NACA per alimentare i turbocompressori e con un'ampia presa d'aria sulla fiancata che serviva per far fuoriuscire l'aria dal passaruota anteriore.
Al debutto alla 12 Ore di Sebring del 1999, l'aerodinamica è stata ulteriormente perfezionata ed evoluta. La coda era più lunga, con i passaruota più curvi e sinuosi. Anche la parte anteriore era stata modificata e si presentava più bassa con una linea più aerodinamica rispetto al prototipo originale.
Dopo Sebring, sono stati effettuati ulteriori test sulla R8R per migliorare le prestazioni nella velocità massima in preparazione per la gara a Le Mans. La carrozzeria nella parte anteriore è stata ulteriormente evoluta, con i condotti NACA che sono stati sostituiti da una presa d'aria verticale che fuoriesce dal parafango posteriore. Anche la coda è stata accorciata e sono state aggiunte altre componenti aerodinamiche.
Solo cinque esemplari della R8R sono stati costruiti in totale. I numerindi telaio #204 e #205 hanno corso a Sebring nel 1999, mentre #307 e #308 a Le Mans sempre nello stesso anno. Il nunero #306 è stato costruito nel 2000 per gareggiare nell'American Le Mans Series.

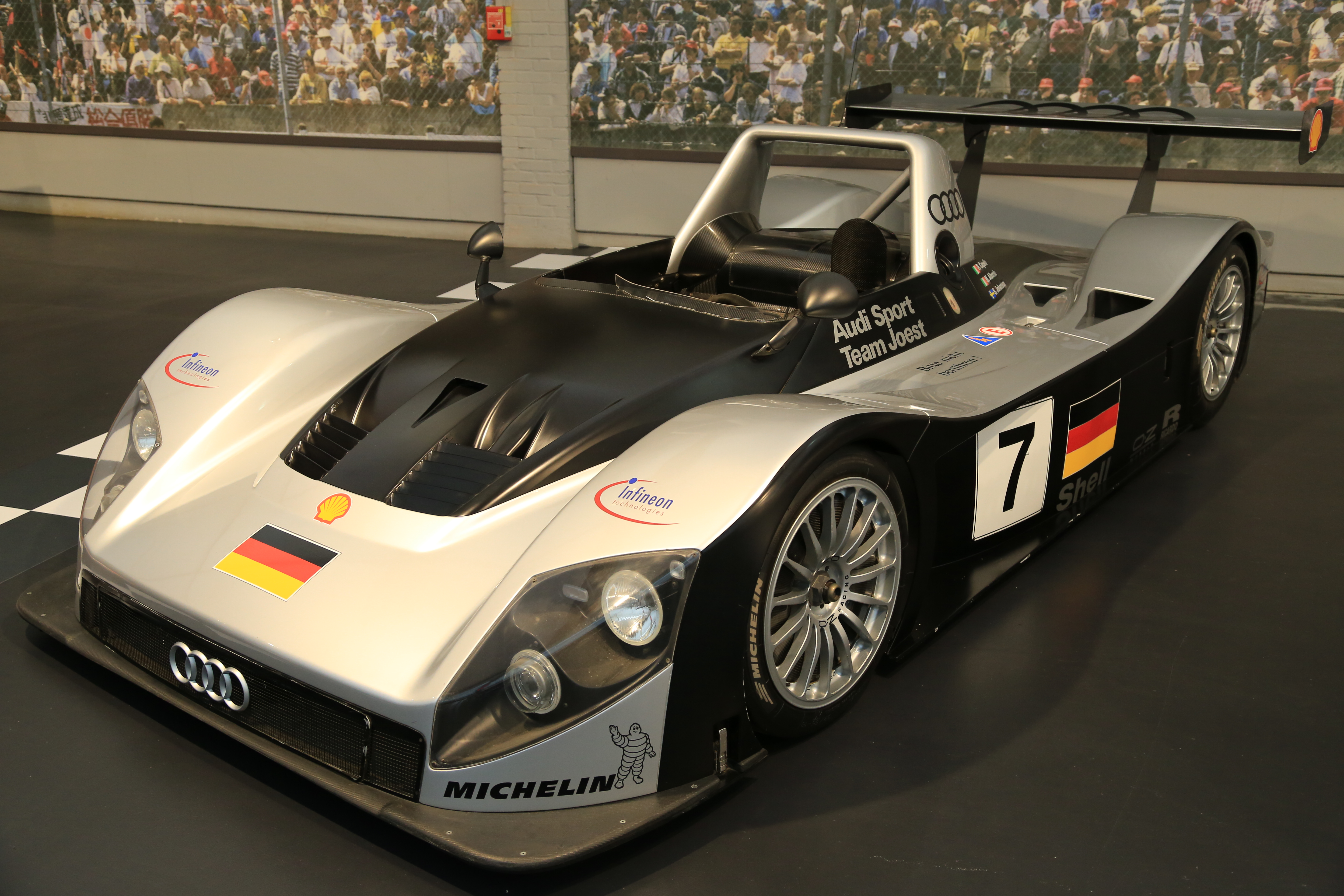
R8R utilizzata a Charlotte nel 2000

## Attività Sportiva
Dopo mesi di test, la R8R ha fatto il suo debutto ufficiale in gara alla 12 Ore di Sebring nel 1999. Gestita dalla scuderia provata Joest Racing, la R8R ha faticato in qualifica, riuscendo a strappare solo l'11° e il 12° miglior tempo. Dopo dodici ore di gara, le R8R sono riuscite a salire sul podio ottenendo un terzo posto, mentre l'altra vettura del team è arrivata quinta.
Dopo Sebring, le R8R sono state utilizzate per una tornata di test, affiancate dalle R8C. Ai test di Le Mans di maggio, le R8R hanno ottenuto l'ottavo e l'undicesimo tempo sul giro. Nonostante siano riusciti a qualificarsi solamente nono e undicesimo, sono riusciti alla fine a rimontare in 3ª e 4ª posizione, conquistando nuovamente un podio. 
Sebbene la R8R avesse già iniziato la stagione e debuttato alla 12 Ore di Sebring nel 2000, l'auto è stata rispedita in Europa da Audi per condurre ulteriori test per la Le Mans di quell'anno. Ciò fece sì che la vecchia R8R fosse utilizzata per partecipare all'American Le Mans Series per competere nei successivi due round della stagione, al Gran Premio di Charlotte e alla 500 Silverstone. A Charlotte la R8R è riuscita a raggiungere il 6º posto. A Silverstone, le due R8R hanno conquistato ancora una volta un podio, rispettivamente al 3º e 4º posto. Dopo Silverstone, le R8R sono state dismesse definitivamente poiché le nuove R8 Sport avrebbero corso per il resto della stagione dell'American Le Mans Series.